# Platz
Platz je naselje v Občini Sovodenj v Okraju Špital ob Dravi  na Koroškem v Avstriji.